# 井之口政雄
井之口 政雄（いのぐち まさお、明治28年（1895年）4月28日 - 昭和42年（1967年）6月30日）は、日本の政治運動家、革命家、ジャーナリスト、政治家。衆議院議員（1期）。

## 生涯
沖縄県那覇市出身。1912年（大正元年）鹿児島一中を卒業、1916年（大正5年）慶應義塾大学部予科に入学し、卒業。1918年（大正7年）同大学部理財科に進む（後に中退）。在学中に、「日本社会主義同盟」、山川均らが主宰していた水曜会で活躍。1921年（大正10年）12月より翌年11月まで一年志願兵として鹿児島歩兵連隊に入隊。24年春から秋頃まで大阪の『関西日報』の記者となる。
1923年（大正12年）に日本共産党に入党。1925年（大正14年）の『無産者新聞』の創刊とともに記者・編集委員、記者としては最も長い間同紙に関係した一人である。1927年（昭和2年）から予備役の第二期召集で鹿児島歩兵連隊に再度入隊。1928年（昭和3年）の第1回普通総選挙に際して、労働農民党候補として沖縄県から立候補したが落選。三・一五事件に連座して同年10月に検挙され、治安維持法違反で懲役8年の判決を受ける。
戦後、日本共産党兵庫県委員会の再建に加わり、1946年（昭和21年）機関紙『アカハタ（赤旗）』関西総局責任者となった。1949年（昭和24年）の第24回衆議院議員総選挙に、兵庫2区から衆議院議員に当選（1期）、日本共産党国会議員団長を務めた。